# Río Jägala
El Jägala (en estonio: Jägala jõgi), es un río del norte de Estonia. Posee una longitud de 97 kilómetros.
Nace a 82 m s. n. m., en la zona occidental de las altiplanicies de Pandivere, cerca de la aldea de Ahula, en el municipio de Albu, Condado de Järva. Con dirección suroeste a noreste desemboca en la bahía de Ihasalu, en el golfo de Finlandia. En su recorrido atraviesa además de Albu, los municipios rurales de Roosna-Alliku y Paide, en el Condado de Järva, y Anija, Kuusalu y Jõelähtme, en el Condado de Harju. El único centro urbano de importancia que atraviesa el río es la ciudad de Kehra. A cuatro kilómetros de la desembocadura se sitúa la cascada de Jägala que es la más importante de Estonia, con 8 metros de altura y 50 metros de ancho.
Su cuenca hidrográfica abarca 1.570 km². Sus principales afluentes son por la margen derecha: el Ambla, el Jänajõgi, el Mustjõgi, el Aavoja, y el Soodla. Por su margen izquierda recibe aportes del: Sae, el Kiruoja, el Pikva , el Anija y el Jõelähtme.
A orillas del río cerca de la desembocadura, sobre una colina, se sitúan los restos de una antigua ciudad fortificada de los siglos 8 y 7 a. C. Cerca de la cascada además se encuentra instalada una central hidroeléctrica. El río Jägala es también conocido con el nombre de río Kehra.